# Dąbrówka Malborska (gromada)
Dąbrówka Malborska – dawna gromada, czyli najmniejsza jednostka podziału terytorialnego Polskiej Rzeczypospolitej Ludowej w latach 1954–1972.
Gromady, z gromadzkimi radami narodowymi (GRN) jako organami władzy najniższego stopnia na wsi, funkcjonowały od reformy reorganizującej administrację wiejską przeprowadzonej jesienią 1954 do momentu ich zniesienia z dniem 1 stycznia 1973, tym samym wypierając organizację gminną w latach 1954–1972.
Gromadę Dąbrówka Malborska z siedzibą GRN w Dąbrówce Malborskiej utworzono – jako jedną z 8759 gromad na obszarze Polski – w powiecie sztumskim w woj. gdańskim na mocy uchwały nr 24/III/54 WRN w Gdańsku z dnia 5 października 1954. W skład jednostki weszły obszary dotychczasowych gromad Dąbrówka Malborska, Koślinka i Łoza, ponadto obszar działek o Nr Nr 22, 9, 8, 6, 4, 19, 21, 7, 74, 73, 71, 45, 20 i 72 oraz PGR Jurkowice II (w granicach mapy regulacyjnej) z dotychczasowej gromady Jurkowice – ze zniesionej gminy Szropy w tymże powiecie. Dla gromady ustalono 11 członków gromadzkiej rady narodowej.
1 stycznia 1958 z gromady Dąbrówka Malborska wyłączono wieś Koślinka, włączając ją do gromady Sztum-Przedzamcze w tymże powiecie, po czym gromadę Dąbrówka Malborska zniesiono, a jej (pozostały) obszar włączono do gromady Szropy w tymże powiecie.